# Intelligenza fluida e cristallizzata
In psicologia, l'intelligenza fluida e cristallizzata (abbreviate in Gf e Gc, rispettivamente) sono due fattori dell'intelligenza generale, originariamente identificati da Raymond Cattell.
- L'intelligenza fluida (Gf), o ragionamento fluido, è la capacità di pensare logicamente e risolvere i problemi in situazioni nuove, indipendentemente dalle conoscenze acquisite. È la capacità di analizzare problemi nuovi, identificare gli schemi e le relazioni sottostanti per estrapolarne una soluzione usando il ragionamento logico. È necessario che tutti i problemi logici, scientifici, matematici e tecnici, siano affrontati con il procedimento del problem solving, adottando il pensiero fluido che comprende sia il ragionamento induttivo che quello deduttivo.

- L'intelligenza cristallizzata (Gc) è la capacità di utilizzare competenze, conoscenze ed esperienze. Non dovrebbe essere equiparata alla memoria o alla conoscenza, anche se il suo operato le permette di accedere alle informazioni dalla memoria a lungo termine.

- L'intelligenza generale è stata denominata “g” dal suo divulgatore Charles Spearman nel 1904.[2]

L'intelligenza cristallizzata è rappresentata dalla profondità e vastità di conoscenze generali che una persona possiede, come pure dal suo vocabolario e dalla capacità di ragionare, usando parole e numeri: è sostanzialmente il prodotto di esperienze educative e culturali, in costante interazione con l'intelligenza fluida.

L'intelligenza fluida e quella cristallizzata sono quindi correlate fra loro, e molti test d'intelligenza tentano di misurarle entrambe. Ad esempio, la scala WAIS (Wechsler Adult Intelligence Scale) misura l'intelligenza fluida sulla scala delle prestazioni e l'intelligenza cristallizzata sulla scala verbale. Il punteggio globale del quoziente d'intelligenza si basa quindi sulla combinazione di queste due scale.

## Sviluppo teorico
L'intelligenza fluida e cristallizzata sono fattori discreti dell'intelligenza generale (g). Anche se formalmente riconosciuta da Cattell, la distinzione è stata postulata da Spearman, che aveva originariamente sviluppato la teoria di g, avanzando comunque una discriminante sulla differenza tra le capacità deduttive e riproduttive mentali.
Secondo Cattell, «... è evidente che uno di questi poteri è la qualità fluida di renderci orientabili verso quasi tutti i problemi. Per contro, l'altro potere è investito in particolari aree delle competenze cristallizzate che possono essere gestite singolarmente senza che vadano ad influenzare le altre.»
Questa sua affermazione dichiara che i due tipi di intelligenze, o fattori, sarebbero indipendenti l'uno dall'altro, anche se molti autori hanno notato una certa interdipendenza fra i due.

### Fluidaversuscristallizzata
L'intelligenza fluida include abilità come il problem-solving, l'apprendimento e il riconoscimento di pattern. Le prove basate sull'evidenza (evidence-based) sono coerenti con l'idea che la Gf sia maggiormente colpita nei casi di lesione cerebrale, mentre sembra che sia predominante negli individui con disturbi dello spettro autistico, inclusa la sindrome di Asperger.

L'intelligenza cristallizzata è probabilmente quella più sensibile al cambiamento, in quanto si basa su specifiche conoscenze acquisite. Ad esempio, un bambino che ha appena imparato a fare le operazioni aritmetiche con i numeri, ha acquisito un nuovo pezzo di intelligenza cristallizzata, ma la sua capacità generale di imparare e capire, ossia ciò che si riferisce alla Gf, non è stata alterata.

#### Esempi di intelligenza fluida e cristallizzata
Un esempio della flessibilità dell'intelligenza cristallizzata, può essere la leggenda su Babbo Natale. A cinque anni il bambino può credere che egli viva al Polo Nord. Più tardi, quando il bambino ha otto anni, apprende che Babbo Natale non esiste: ha quindi sostituito una vecchia convinzione con una nuova conoscenza su Babbo Natale, ossia, il primo apprendimento è stato rivisto al fine di accogliere quello nuovo.
Un altro esempio è dato dalla risoluzione del seguente problema: in un ospedale si trovano 100 pazienti. Un piccolo gruppo (ma di numero pari) ha una sola gamba ma nessuno è scalzo. Dei restanti pazienti, la metà è scalza. Quante scarpe ci sono in tutto?
Chi utilizzerà l'intelligenza cristallizzata, farà ricorso ad una espressione algebrica: detto x il numero dei pazienti con una gamba e 100 - x il numero dei restanti pazienti, si avrà che il numero complessivo di scarpe è pari a x + 1/2* (100 - x) *2 e che è pari a 100. Chi utilizzerà l'intelligenza fluida, arriverà ugualmente alla soluzione: se la metà di quelli che hanno due gambe e due scarpe è scalza, in media, chi ha due gambe avrà una scarpa. Quelli con una gamba hanno tutti una scarpa quindi tutti avranno in media una scarpa, cioè 100 pazienti =  100 scarpe.

### Relazione con la teoria dello sviluppo cognitivo di Piaget
Alcuni ricercatori hanno messo in relazione la teoria dell'intelligenza fluida e cristallizzata, con le concezioni di Piaget sull'intelligenza operativa e l'apprendimento. Le capacità espresse dalla Gf e l'intelligenza operativa di Piaget, si rivolgono entrambi al pensiero logico e all'apprendimento delle relazioni, intese come nessi causali o di collegamento fra gli eventi.

Le abilità della Gc e la trattazione di Piaget sull'apprendimento quotidiano, riflettono lo stesso meccanismo basato sul concetto di "esperienza". Così come esiste un rapporto, tra le capacità di Gf verso quelle di Gc, l'intelligenza operativa di Piaget è considerata, in ultima analisi, il fondamento dell'apprendimento continuo.

### Fattori strutturali
Generalmente, l'intelligenza fluida correla con le misure di ragionamento astratto e con la risoluzione dei puzzle. L'intelligenza cristallizzata è invece correlata con le capacità che dipendono dalle conoscenze e dalle esperienze, quali ad esempio, il vocabolario, le informazioni generali e le analogie. Paul Kline ha individuato una serie di fattori che hanno in comune una correlazione minima con Gf e Gc, di almeno {\displaystyle r=0.60}.

I fattori con peso medio superiore a 0,6 per il Gf, includono l'induzione, la visualizzazione, il ragionamento quantitativo e la fluidità ideativa. I fattori con peso medio superiore a 0,6 per il Gc, includono la capacità verbale, lo sviluppo del linguaggio, la comprensione della lettura, il ragionamento sequenziale e le informazioni generali.
Si potrebbe però avanzare l'ipotesi che i test di intelligenza potrebbero non essere in grado di riflettere i livelli dell'intelligenza fluida, nella loro interezza. Alcuni autori hanno suggerito che se una persona non è veramente interessata all'argomento presentato, il lavoro cognitivo richiesto potrebbe non essere eseguito al meglio, a causa di un mancato coinvolgimento o una mancanza di interesse o motivazione. Quindi, un basso punteggio nei test che misurano l'intelligenza fluida, può riflettere più una mancanza di interesse e motivazione nel compito che l'incapacità di completare con successo l'attività richiesta.

Alcune sottoscale delle prove verbali e di vocabolario della WAIS, sono comunque considerate buone misure della Gc.

## Misurazione dell'intelligenza fluida
Esistono vari reattivi in grado di misurare l'intelligenza fluida: il Culture fair intelligence test di Cattell, le Matrici Progressive di Raven (RPM), e la sottoscala delle performance del Wechsler Adult Intelligence Scale (WAIS).
Nel Wechsler Intelligence Scale for Children (WISC), l'Indice di Organizzazione percettiva (OP) contiene due subtest che valutano il fattore Gf:
- ricostruzione di oggetti, che implica l'induzione e la deduzione,
- completamento di figure, che coinvolge l'induzione.

Poiché le due subscale comportano solo stimoli visivi e non richiedono l'uso del linguaggio espressivo, sono considerate prove non verbali dell'intelligenza fluida.

## Fisiologia della Gf e Gc
L'intelligenza fluida, al pari dei tempi di reazione, ha il suo maggior picco espressivo nell'età giovanile/adulta, dopodiché tende a declinare in modo lento ma costante. Alcuni ricercatori sostengono che questo decadimento potrebbe essere correlato ad atrofie topiche, localizzate nel cervello, altri autori hanno suggerito che la mancanza di pratica ed allenamento mentale, insieme ai cambiamenti legati all'età, possono contribuire al declino della Gf.

L'intelligenza cristallizzata incrementa la sua consistenza in modo graduale e rapido in giovane età, rimane relativamente stabile per la maggior parte dell'età adulta e inizia ad attenuarsi dopo i 65 anni.